# Jaak Urmet

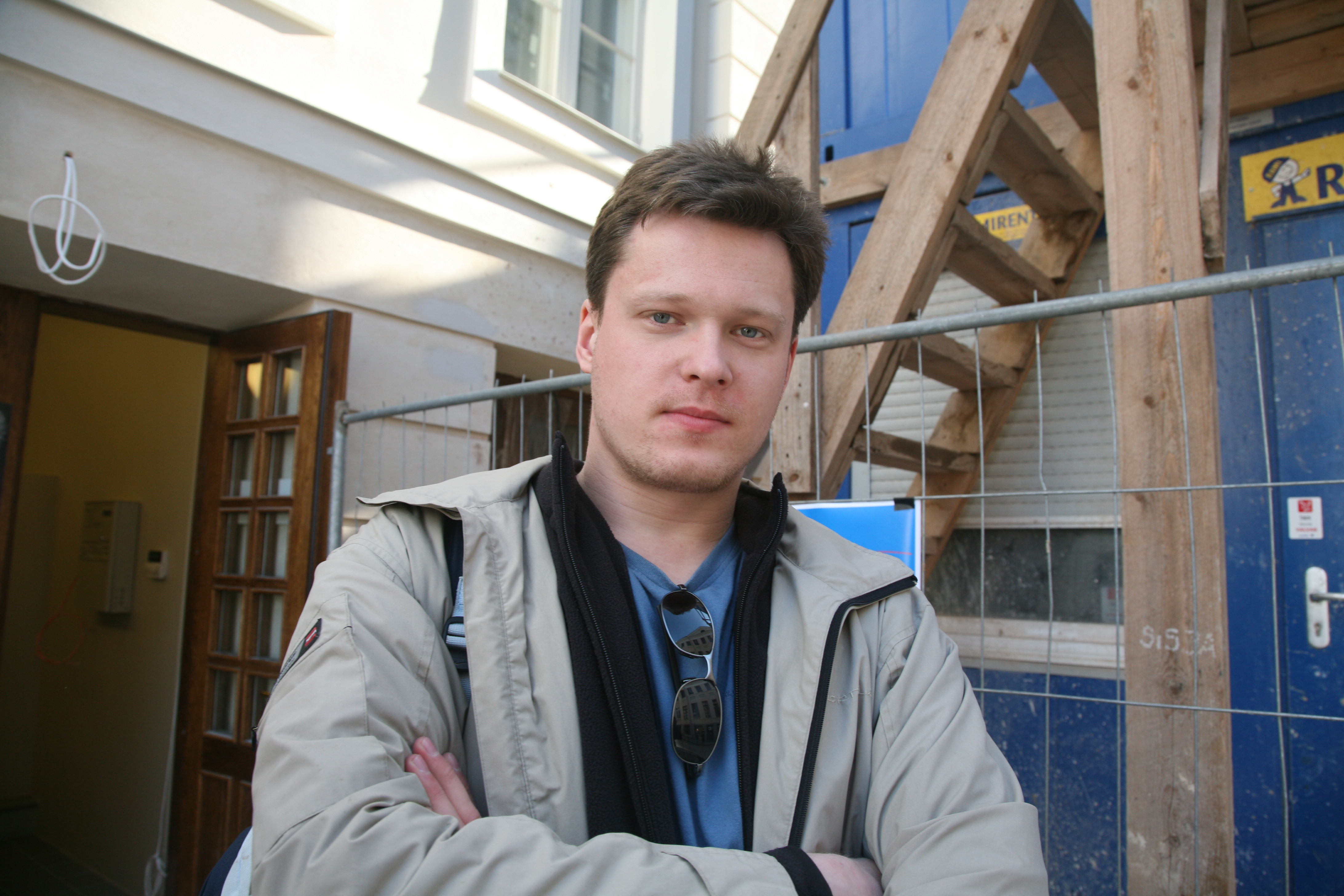
Jaak Urmet (Wimberg) 2007

Jaak Urmet (Pseudonym Wimberg, * 30. Januar 1979 in Saku) ist ein estnischer Schriftsteller, Kritiker und Kinderbuchautor.

## Leben
Jaak Urmet machte 1997 in Tallinn Abitur und studierte von 1997 bis 2002 an der Pädagogischen Hochschule Tallinn estnische Sprache und Literatur und Geschichte. Von 2002 bis 2004 studierte er an derselben Universität Literaturwissenschaft und schloss mit dem Magistergrad ab.
Von 2001 bis 2007 arbeitete er als Literaturredakteur bei der Tageszeitung Eesti Päevaleht, seitdem ist er als freischaffender Autor tätig. Jaak Urmet ist Mitglied des Estnischen Schriftstellerverbandes.

## Literarisches Werk
Urmet debütierte Ende des 20. Jahrhunderts in Zeitschriften und legte 2000 seinen ersten Gedichtband. Die darin enthaltenen Gedichte wurden von der Kritik unter anderem als „männliche Lyrik“ bezeichnet. Passend dazu wurde der Autor in einer Rezension zu seinem zweiten Gedichtband mit Hando Runnel verglichen.
Auch sein zwei Jahre später erfolgtes Prosadebüt mit dem Roman Lipamäe wurde vielfach rezensiert, wenngleich die kritischen Stimmen überwogen. Andres Ehin betonte beispielsweise, dass der Roman sehr auf die Generation des Autors beschränkt bleibe und nicht an die universelleren Werke von Andrus Kivirähk, Mehis Heinsaar oder Jüri Ehlvest heranreiche.
Charakteristisch für das Werk von Wimberg sind eine eigenwillige, stellenweise von der Norm abweichende Orthografie sowie bisweilen extreme Ansichten bzw. Formulierungen, die gegen die „politische Korrektheit“ gerichtet sind. In einzelnen Fällen hat dies zu scharfen Debatten geführt.

## Auszeichnungen
- 2002 Virumaa-Literaturpreis
- 2011 Karl-Eduard-Sööt-Preis für Kindergedichte

## Werke

### Lyrik, Prosa, Essayistik
- Maaaraamat ('Landbuch'). Tallinn: Huma 2000. s.p. [ca. 80 S.]
- Lipamäe. Kaaruka küla ('Lipamäe. Kaaruka'). Tallinn: Varrak 2002. 319 S.
- Kärppsed. Rõõmu sõnadest 2000-2006 ('Die Fliegen. Freude an Wörtern 2000-2006'). Tallinn: Jutulind 2006. 120 S.
- Pille-Riin. Kakskümmend üks lugu ühe tüdruku elust ('Pille-Riin. Einundzwanzig Geschichten aus dem Leben eines Mädchens'). Tallinn: Jutulind 2009. 143 S.
- Eesti naise õnn ('Das Glück der estnischen Frau'). Tallinn: J&U 2009. 189 S.
- Wabastatud wärsid: luuletusi aastaist 2006-2010 ('Befreite Verse. Gedichte aus den Jahren 2006-2010'). Tallinn: Pegasus 2010. 139 S.
- Eesti köökk ('Die estnische Küche'). Tallinn: Ajakirjade Kirjastus 2010. 79 S.
- Hõõguvad read ('Glühende Zeilen'). s. l.: J&U 2011. 145 S.
- Saarineni maja. Sada aastat ajalugu 1912-2012 ('Saarinens Haus. Hundert Jahre Geschichte 1912-2012'). Tallinn: OÜ Baltek Arendus 2013. 488 S
- Vintpüss kõrval. Valitud kirjandusloolise artikleid ('Daneben die Flinte. Auswahl literaturhistorischer Artikel'). Tallinn: Eesti Keele Sihtasutus 2015. 432 S.

### Kinderliteratur
- (gemeinsam mit Jürgen Rooste und Karl Martin Sinijärv) Kolme päkapiku jõulud (Das Weihnachten der drei Wichtelmännchen). Tallinn: Huma 2002.
- Buratino laulud (Buratinos Lieder). Tallinn: Varrak 2005.
- Põngerjate laulud (Knirpslieder). Tallinn: Varrak 2006.
- Härra Padakonn (Herr Kröte) Tallinn: Varrak 2008.
- Suur pidusöök (Das große Festessen). Tallinn: Maalehe Raamat 2009.
- Buratino tegutseb jälle. 15 valitud lugu (Buratino ist wieder aktiv). Tallinn: Pegasus 2010.
- Kutsutud külaline (Der geladene Gast). Tallinn: Pegasus 2010.
- Rokenroll (Rock ’n’ Roll). Tallinn: TEA 2011.